# Tukotuko żwirowiskowy
Tukotuko żwirowiskowy (Ctenomys perrensi) – gatunek gryzonia z rodziny tukotukowatych (Ctenomyidae). Występuje w Ameryce Południowej, gdzie odgrywa ważną rolę ekologiczną. Siedliska tukotuko żwirowiskowego położone są na terenie argentyńskiej prowincji Corrientes. Międzynarodowa Unia Ochrony Przyrody (IUCN) wymienia ten gatunek w Czerwonej księdze gatunków zagrożonych jako gatunek najmniejszej troski i oznacza go akronimem LC. Garnitur chromosomowy tego zwierzęcia tworzy 25 par (2n=50) chromosomów (FN=84).